# Constance Titus
Constance Sutton Titus (ur. 14 sierpnia 1873 w Pass Christian, zm. 24 sierpnia 1967 w Bronxville) – amerykański wioślarz, brązowy medalista olimpijski.
Wystąpił na igrzyskach olimpijskich w Saint Louis w 1904 roku, gdzie wywalczył brązowy medal w jedynkach. Wyprzedzili go jedynie Frank Greer i James Juvenal. Był to jego jedyny start olimpijski.
Zdobył trzy mistrzostwa kraju w jedynkach i jedno w dwójkach. Z zawodu był brokerem ubezpieczeniowym, ale pracował także jako trener.